# Xian de Qiu
Le xian de Qiu (邱县 ; pinyin : Qiū Xiàn) est un district administratif de la province du Hebei en Chine. Il est placé sous la juridiction de la ville-préfecture de Handan.

## Démographie
La population du district était de 199 124 habitants en 1999.